# عادل عبد العزيز
عادل عبد العزيز (مواليد 19 يونيو 1980، لاعب كرة قدم إماراتي معتزل يجيد اللعب في الظهير سابقاً مع النادي الأهلي في دوري الخليج العربي الإماراتي .

## روابط خارجية
- عادل عبد العزيز على موقع الاتحاد الدولي (مؤرشف)  (الإنجليزية)
- عادل عبد العزيز على موقع قاعدة بيانات كرة القدم.إي يو (الإنجليزية)
- عادل عبد العزيز على موقع ناشيونال فوتبول تيمز (الإنجليزية)